# Dušan Lukášik
 Dušan Lukášik  (16. května 1932 – 3. září 2010) byl československý basketbalista, vicemistr Evropy a účastník OH 1960. Maturoval na gymnáziu Š. Moyzesa v Ružomberku a absolvoval právnickou fakultu Univerzity Komenského Bratislava. Je zařazen na čestné listině mistrů sportu.
Basketbal hrál za kluby Iskra Ružomberok, Slávia Bratislava, Dukla České Budějovice, Dukla Mariánské Lázně a Iskra Svit. V československé basketbalové lize jako hráč získal v roce 1961 titul mistra Československa, v roce 1962 titul vicemistra, třikrát třetí místo (1955, 1956, 1963) a jako trenér dvakrát 3. místo v letech 1963 a 1965. V letech 1966–1967 byl trenérem družstva Baník Handlová, s nímž startoval ve 4 sezónách 1. ligy.
S týmem Iskra Svit startoval v Poháru evropských mistrů 1961–1962, ve čtvrtfinále byli vyřazeni od CSKA Moskva.
Za Československo hrál třikrát na Mistrovství Evropy v basketbale mužů, získal na nich dvě druhá místa a to v roce 1955 v Budapešti a v roce 1959 v Istanbulu a jedno třetí místo v roce 1957 v Sofii. V roce 1960 s reprezentačním týmem Československa vyhrál předolympijskou kvalifikaci v Itálii a na Olympijských hrách 1960 v Římě skončil na pátém místě.
Na konci hráčské kariéry vedl 4 sezóny ligové družstvo Chemosvit Svit (z toho dva roky jako hrající trenér), dále trénoval družstva Baník Handlová (1966–1974), junioři Československa (ME 1970) a ženy Ružomberku.,
V roce 1992 byl zvolen za člena rady Olympijského klubu Liptova. V roce 2002 obdržel vyznamenání Slovenského olympijského výboru „Bronzové kruhy SOV“ a je členem Síně slávy města Ružomberok.

## Hráčská kariéra

### Kluby
- Iskra Ružomberok
- 1952–1956 Slávia Bratislava: 2× 3. místo (1955. 1956), 4. místo (1954), 5. místo (1953, Slávia Pedagog)), 6. místo (1952 Náuka Bratislava)
- 1956/57 Dukla České Budějovice, 1957/58 Dukla Mariánské Lázně (6. místo)
- 1958–1964 Iskra Svit: mistr Československa (1961), vicemistr (1962), 3. místo (1963), 4. místo (1964)

### Pohár evropských mistrů
- Iskra Svit – 1961–62 4 zápasy (2–2, skóre 259–288): osmifinále: Honvéd Budapešť, Maďarsko (75–58, 74–90, postup rozdílem jednoho bodu), čtvrtfinále: CSKA Moskva (57–55, 53–85)

### Československo
- Předolympijská kvalifikace 1960, 1. místo (45 bodů /5 zápasů)
- Olympijské hry – Olympijské hry 1960 Řím, 5. místo
- Mistrovství Evropy – 1955 Budapešť, 2. místo (17 bodů /5 zápasů), 1957 Sofie, 3. místo (20 /8), 1959 Istanbul, 2. místo (63 /8)
- * Za reprezentační družstvo Československa v letech 1953–1960 hrál celkem 107 utkání, z toho na 5 světových a evropských soutěžích ve 27 zápasech zaznamenal 145 bodů.

## Trenér a funkcionář

### Kluby
- 1962–1966 Iskra Svit: 2× 3. místo (1963, 1965), 4. místo (1964), 5. místo (1966)
- 1966–1974 Baník Handlová: 2× 8. místo (1969, 1974), 9. místo (1970), 10. místo (1971)
- 1974 Ružomberok

### Československo – junioři
- Kluž (Rumunsko) – Kvalifikace na ME 1970: 1. místo
- Athény (Řecko) – Mistrovství Evropy 1970: 8. místo (12 účastníků)

### Olympijský klub Liptova
- 1992 člen rady OKL